# La strega di mezzogiorno
La strega di mezzogiorno, Op. 108, B 196, è un poema sinfonico scritto nel 1896 da Antonín Dvořák, ispirato dalla poesia Polednice di Karel Erben, dalla collezione Kytice. Trae spunto da una figura leggendaria del folklore slavo, il demone chiamato Signora di Mezzogiorno (Polednice).

## Il poema
Una donna avverte il figlio che, se non si comporta bene, la Strega di Mezzogiorno lo rapirà. Il bambino non ascolta le parole della madre: la Strega giunge dunque a mezzogiorno e chiede alla donna che il bambino le venga consegnato. Più tardi, tornato a casa, il padre vi trova la moglie svenuta con il cadavere del figlio tra le braccia: per proteggerlo dal demone, la donna aveva accidentalmente soffocato il piccolo.

## Composizione
La strega di mezzogiorno fa parte di una serie di brani sinfonici ispirati dal folklore boemo, scritti dopo il ritorno del musicista dagli Stati Uniti. Una esecuzione semi-pubblica ebbe luogo al Conservatorio di Praga il 3 giugno 1896, diretta da Antonín Bennewitz. La prima esecuzione pubblica avvenne il 21 novembre di quello stesso anno, a Londra, sotto la direzione di Henry Wood. Nelle varie incisioni discografiche sinora realizzate questo brano ha una durata compresa fra i 14 minuti circa (Janáčkova Filharmonie Ostrava diretta da Theodore Kuchar, 2004) e i 19 minuti circa (Symphonieorchester des Bayerischen Rundfunks diretto da Rafael Kubelík, 1976).